# Signs Restaurant
Signs Restaurant — первый ресторан в Канаде, полностью укомплектованный глухими официантами (кроме того, все остальные сотрудники заведения также бегло знают язык жестов). Расположен в канадском городе Торонто, на Янг-стрит. Открыт в июле 2014 года бизнесменом Анджаном Маникумаром на средства, инвестированные в бизнес его отцом (оба — полностью слышащие). В оформлении залов использованы картинки с алфавитом жестового языка, предназначенные для того, чтоб помочь гостям сделать свой заказ глухим официантам. Клиенты имеют также возможность выучить основы языка жестов с помощью изображений в меню и подсказок, находящихся на столах.
Ресторан призван не только ознакомить слышащих клиентов с жестовым языком и создать комфортную среду для глухих посетителей, но и решить проблему безработицы среди глухих, которая остро стоит в Канаде (в стране свыше трети работоспособных глухих не имеют работы).

## История
150-местный ресторан основан Анджаном Маникумаром, который стремится изменить отношение ресторанного бизнеса к сообществу глухих (согласно статистике, в Торонто проживало 50 тыс. глухих, имелось 10 тыс. ресторанов, но до открытия Signs Restaurant не было ни одного ресторана для глухих). Идея ресторана возникла, когда Маникумар работал в пиццерии и часто обслуживал глухих, у которых возникали трудности с заказом и расчётом. После изучения рынка и амслена, Маникумар открыл Signs Restaurant, в котором работают 50 сотрудников, в том числе 37 глухих. Хозяин лично приветствует всех клиентов у двери, объясняя им, как работает ресторан.

## Комментарии
1. ↑  Первым рестораном в мире, где весь штат и владелец были глухими, является пиццерия Mozzeria в Сан-Франциско.